# Pánfilo de Narváez
Pour les articles homonymes, voir Narváez.
Pánfilo de Narváez, né en 1470 en Vieille-Castille (royaume de Castille) et mort en 1528 en Floride, est un conquistador espagnol connu comme chef de deux expéditions : la première  contre Hernán Cortés au Mexique en 1520, la deuxième en Floride en 1527.
Lors de l'expédition du Mexique, il est chargé par le gouverneur de Cuba, Diego Velázquez de Cuéllar, de reprendre le contrôle sur Hernan Cortés, dont il estime qu'il outrepasse sa mission et agit en rebelle. Mais c'est un échec : Cortés est vainqueur des troupes de Narvaez, qui reste ensuite prisonnier pendant quelques années à Veracruz.
Nommé après sa libération gouverneur de la Floride, il part prendre possession de sa province, qu'il doit d'abord explorer. Cette exploration est désastreuse. Arrivé vers l'embouchure du Mississippi, il tente de rentrer en construisant une flotte, mais celle-ci fait naufrage et il meurt avec la plupart de ses hommes.  

## Biographie

### Origines
Pánfilo de Narváez est un hidalgo de Vieille-Castille.
Son lieu de naissance est mal connu : selon Bernal Diaz del Castillo, il serait né à  à Valladolid ou Tudela de Duero, mais les historiens espagnols penchent pour la plupart pour Navalmanzano (province de Ségovie).

### Débuts dans le Nouveau Monde
Il part dans les années 1500 dans le Nouveau Monde, à une époque où la présence espagnole est encore limitée à l'île d'Hispaniola, colonisée par Christophe Colomb à partir de 1493. 
Narvaez participe à la conquête de la Jamaïque, puis assiste Diego Velázquez de Cuéllar dans la conquête de Cuba en 1511. Selon Bartolomé de las Casas, qui l'accompagne, il aurait présidé au massacre de Caonao (es) en 1513. En 1514, toujours en compagnie de Las Casas et aussi de Juan de Grijalva, il mène des plusieurs expéditions qui le conduisent jusqu’à l’extrémité occidentale de l’île.

### Ambassadeur de Velasquez de Cuellar à la cour de Ferdinand d'Aragon (1515)
En 1515, il est nommé procureur par Velázquez, devenu gouverneur de Cuba, qui le charge de défendre ses intérêts auprès de la couronne espagnole (à cette date : Ferdinand d'Aragon, veuf d'Isabelle de Castille depuis 1504), notamment pour l'obtention de titres sur la Nouvelle-Espagne. 
Après son séjour en Espagne, il rentre à Cuba avec une lettre de recommandation royale. 
Il épouse María de Valenzuela, qui lui donne un fils, Diego de Narváez.

### L'expédition contre Cortés au Mexique

#### L'expédition de Cortés
En février 1519, Cortés quitte Cuba à la tête d'une escadre, mais en mauvais terme avec le gouverneur, qui estime que Cortés ne cesse de se conduire comme un rebelle à son pouvoir. Le 9 juillet 1519, Cortés fonde Villa Rica de la Vera Cruz, puis entreprend une marche vers Mexico-Tenochtitlan pour rencontrer l'empereur aztèque Moctezuma II. Il entre à Mexico le 9 novembre, accueilli avec de grands honneurs par Moctezuma. 
Mais par la suite, Cortés, qui se sent peu en sécurité à Mexico, impose à Moctezuma une forme de prise en otage. 

#### L'expédition de Narvaez
Au début de 1520, Diego Velázquez de Cuéllar met Narvaez à la tête d'une expédition pour aller arrêter Cortés. Pour cela, il dispose de forces assez importantes : une vingtaine de caravelles, une centaine de cavaliers, entre 600 et 800 fantassins (dont 80 à 90 arquebusiers et 100 à 120 arbalétriers) et entre 12 et 20 canons. 
L'escadre essuie une tempête lors de la traversée et une dizaine des soldats tombent à la mer.

#### Contacts de Narvaez avec Cortés et avec les Aztèques
En avril 1520, il débarque à San Juan de Ulúa, île qui se trouve face à Vera Cruz. Il crée la ville de San Salvador à une quinzaine de lieues[réf. nécessaire] de là[pas clair]. 
Il envoie deux émissaires à Gonzalo de Sandoval, maire de Vera Cruz et capitaine de Cortés. Sandoval fait arrêter les deux hommes et les envoie à Cortés à Tenochtitlan. 
Pendant ce temps, Pánfilo de Narváez s'installe à Cempoala. Il y reçoit les envoyés de Cortés, Bartolomé de Olmedo et Juan Velázquez de León, ainsi que des envoyés de Moctezuma II qui lui offrent des présents, en espérant qu'il contribuera à sa libération. 
Pánfilo de Narváez tente de fragiliser la situtation de Cortés en expliquant aux Aztèques que c'est un traître au roi d'Espagne ; il met même sa tête à prix.

#### L'offensive de Cortés et la défaite de Narvaez
Cortés réagit et attaque Narváez. 

Au cours des combats, Pánfilo de Narváez, qui est blessé à un œil, perd onze hommes, contre deux dans le camp de Cortés. Il est arrêté et emprisonné à Vera Cruz où il restera 4 ans. Bernal Díaz del Castillo nous le décrit ainsi : 
« Il paraissait avoir environ 42 ans ; il était de haute taille, fortement membré, d'un visage allongé, barbe blonde et d'agréable aspect. Ses paroles et sa voix étaient creuses et profondes, comme sortant d'un souterrain. Il montait bien à cheval et on le disait courageux […] Quoique riche, on le disait très mesquin. Il perdit un œil dans sa déroute. Il avait l'habitude de s'exprimer d'une manière sensée. »
Libéré, Narváez se rend à Tenochtitlan puis rentre à Cuba à la fin de l'année 1523. Il part en Espagne en 1525 pour dénoncer les agissements de Cortés et recevoir des titres.

### L'expédition en Floride
Promu gouverneur et capitaine général (capitán general) du río de Las Palmas et de la Floride, il prépare une expédition vers des terres qui lui appartiennent, mais qu'il doit d'abord découvrir et coloniser. 

#### Préparatifs et traversée de l'Atlantique
Il prépare son expédition, forte de cinq navires, 600 soldats et d’une cinquantaine de matelots volontaires, et quitte Sanlúcar de Barrameda (Espagne) le 17 juin 1527. Parmi les membres de l'expédition, se trouve le trésorier général et grand Alguazil Cabeza de Vaca, mais aussi auteur de la relation de voyage qui nous permet de connaître le sort de l'expédition de Pánfilo de Narváez.
Après le départ d'Espagne, l'expédition s'arrête à Hispaniola et Cuba pour faire notamment le plein de vivres. Une centaine d'hommes en profitent pour déserter. 

#### L'exploration de la Floride
Quelques jours plus tard, les côtes de la Floride apparaissent. Pánfilo de Narváez prend alors possession de ces terres au nom du roi d'Espagne. Cependant, les lieux sont peu accueillants. Pánfilo de Narváez décide alors de quitter le littoral pour pénétrer dans les terres et les découvrir. Il s'oppose en cela à Cabeza de Vaca qui voit d'un très mauvais œil l'abandon des navires sur la côte.
Malgré tout, la découverte des terres commence. Très rapidement, les conquistadors rencontrent des Indiens, la plupart du temps hostiles. Les conditions de vie de l'expédition se dégradent rapidement à cause du mauvais temps et du manque de nourriture. L'expédition tourne au cauchemar, les hommes meurent les uns après les autres, de faim, de maladie, d'épuisement, de noyade. 
En 1528, cherchant à retourner au Mexique, Pánfilo de Narváez ordonne la construction de navires légers alors qu'ils se trouvent près de l'embouchure du Mississippi. Pris dans une tempête, il disparaît dans la mer des Caraïbes avec la quasi-totalité de ses hommes. Seuls quatre membres de l'expédition survivent, dont Cabeza de Vaca : recueillis par les Indiens, il leur faudra sept ans pour traverser le continent américain de la Floride jusqu'à la Californie.